# Ludwik Michał Pac

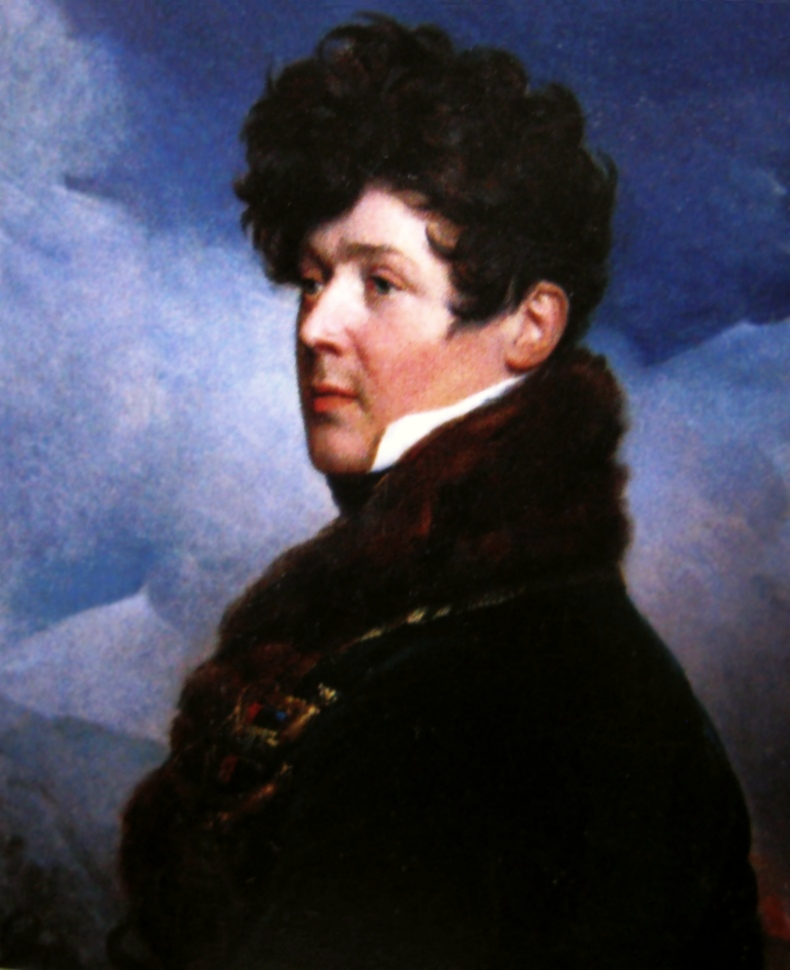
Ludwik Michał Pac, Gemälde von François Gérard; vor 1837

Ludwik Michał Pac (* 19. Mai 1778 vermutlich in Straßburg, Frankreich; † 6. August 1835 in Smyrna, Osmanisches Reich) war ein polnischer Général de division in der Napoleonischen Armee (1808–1814) in der er als Kommandant einer polnischen Kavallerieeinheit diente. Seine Eltern waren Michał Józef Pac und Ludwika Tyzenhaus; er entstammte dem polnisch-litauischen Adelsgeschlecht Pac.

## Leben
Als Kind ging er in Frankreich und England zur Schule und studierte später an der Universität Vilnius.
Später wurde er Senator in Kongresspolen und wurde Mitglied einer einflussreichen Familie in Russisch-Polen. Er nahm am Novemberaufstand teil und wurde in der Schlacht bei Ostrołęka im Mai 1831 verwundet. Nach der Niederschlagung des Aufstandes kehrte er nach Frankreich zurück.